# Tel père, tel clown
Ne doit pas être confondu avec Like Father, Like Son.
Tel père, tel clown (Like Father, Like Clown) est le 6e épisode de la saison 3 de la série télévisée d'animation Les Simpson.

## Synopsis
Ayant un emploi du temps surchargé, Krusty annule un dîner prévu avec Bart. Ce dernier, très peiné, décide de se désinscrire du fan-club du clown et de lui envoyer une lettre de protestation. Très touchée par la lettre, la secrétaire de Krusty parvient à convaincre celui-ci d'aller dîner chez les Simpson. Lors de la bénédiction d'avant-repas, Krusty se met à parler en hébreu. Les Simpson découvrent alors qu'il est juif. Krusty explique qu'il est le fils d'Hyman Krustovsky, un rabbin. Il raconte que son père a coupé les ponts avec lui à cause de son métier de clown. Bart et Lisa décident de rencontrer Hyman pour qu'il pardonne à son fils, mais il les met à la porte. Ils décident alors de chercher dans les anciens textes en hébreu une citation prônant le pardon. Ils finissent par convaincre Hyman de renouer avec son fils. Les retrouvailles ont lieu dans l'émission de Krusty.